# Lygropia chrysoplasta
Lygropia chrysoplasta là một loài bướm đêm trong họ Crambidae.